# Federación Veterinaria Regional de Castilla la Vieja y León
Federación Veterinaria Regional de Castilla La Vieja y León fue una institución para la defensa de los intereses del colectivo veterinario de las provincias que integraban las regiones de Castilla la Vieja y León.
Editó, desde 1920, la revista Progreso veterinario, que dirigía Niceforo Velasco y que comenzó a imprimirse en Monzón de Campos.

## Obras
1. 1 2  Progreso veterinario, nº 1 (1920)

- Datos: Q5857311